# Sabrina Ciavatti-Boukili
Sabrina Ciavatti-Boukili, née le 31 mars 1985 à Montélimar, est une ancienne handballeuse internationale française, évoluant au poste de pivot.

## Biographie
Après avoir évolué dans les clubs de HOC Saint-Cyr-sur-Mer (montée en première division en 2005) et Handball Plan-de-Cuques, elle porte de 2007 à 2014 le maillot du club de l'US Mios-Biganos, devenu Union Mios-Biganos Bègles en 2013,
À la fin de la saison 2013-2014, elle quitte l'UMB-B pour rejoindre le Toulon Saint-Cyr VHB.
À l'été 2016, elle met un terme à sa carrière professionnelle.

## Sélection nationale
Elle a été sélectionnée à trois reprises en équipe de France à compter de 2013. Sa première sélection remonte au 20 mars 2013, contre la Russie, à l'occasion de la Golden League

## Palmarès
- vainqueur de la Coupe Challenge en 2011 avec Mios-Biganos
- vainqueur de la Coupe de France en 2009 avec Mios-Biganos
- finaliste de la Coupe de la Ligue en 2012 avec Mios-Biganos